# Kazimierz Horoszkiewicz
Kazimierz Andrzej Horoszkiewicz (ur. 3 marca 1867 w Bajmakach pow. złoczowski, zm. 12 grudnia 1942 w Tobolsku) – tytularny generał dywizji Wojska Polskiego, kawaler Orderu Virtuti Militari.

## Życiorys
Urodził się w przysiółku wsi Przewłoczna, w ówczesnym powiecie złoczowskim Królestwa Galicji i Lodomerii, w rodzinie Mikołaja, dzierżawcy majątku i właściciela folwarku, i Kamili z Babireckich. W 1888 zdał egzamin dojrzałości w C. K. Gimnazjum w Brzeżanach. Rozpoczął studia na Wydziale Prawa Uniwersytetu Lwowskiego. W latach 1889–1890 odbył jednoroczną służbę wojskową. Na stopień podporucznika (niem. leutnant) został mianowany ze starszeństwem z 1 maja 1891 roku w korpusie oficerów rezerwy piechoty. Posiadał przydział w rezerwie do 55 Galicyjskiego pułku piechoty we Lwowie. W 1895 został przemianowany na oficera zawodowego w stopniu podporucznika ze starszeństwem z 1 listopada 1895 roku w korpusie oficerów c. k. Obrony Krajowej i przydzielony do 19 pułku piechoty OK we Lwowie. Na stopień porucznika (niem. oberleutnant) został mianowany ze starszeństwem z 1 listopada 1898 roku. W 1901 roku został przeniesiony do 17 pułku piechoty OK w Rzeszowie. Na stopień kapitana (niem. hauptmann) został mianowany ze starszeństwem z 1 listopada 1908 roku. W 1913 roku powrócił do 19 pułku piechoty OK we Lwowie.
W czasie I wojny światowej dowodził kompanią, następnie batalionem. Pod koniec 1914 odniósł rany ręki pod Miżyńcem. Od września 1915 ponownie był na froncie. Na stopień majora został mianowany ze starszeństwem z 1 września 1915 roku. Jego oddziałem macierzystym był nadal 19 pułk piechoty OK, przemianowany następnie na 19 pułk strzelców. Na stopień podpułkownika został mianowany ze starszeństwem z 1 listopada 1917 roku. Pod koniec wojny dowodził pułkiem.
Z dniem 1 listopada 1918 roku został przyjęty do Wojska Polskiego z zatwierdzeniem posiadanego stopnia podpułkownika i przydzielony do komendy 8 pułku piechoty w Krakowie (późniejszego 13 pułku piechoty). Od 25 stycznia 1919 był dowódcą 1 pułku Strzelców Podhalańskich, który w organizacji Wojska Polskiego występował jako 19 pułk piechoty. 4 kwietnia 1919 roku został mianowany dowódcą tego pułku przez Naczelnego Wodza. W 1920 na jego czele wziął udział w ofensywie kijowskiej. 7 maja wkroczył do Kijowa, a następnie bronił jego przedmieść pod Roszówką i Browarami. 22 maja 1920 roku został zatwierdzony z dniem 1 kwietnia 1920 roku w stopniu pułkownika, w piechocie, „w grupie oficerów byłej armii austro-węgierskiej”. 9 czerwca wycofał się z Kijowa i wraz z pułkiem przebijał się przez linie okrążenia wojsk bolszewickich. 20 czerwca został ranny w lasach owruckich, nad rzeką Żołoń, mimo to nie przestał dowodzić. Od 2 do 5 sierpnia walczył o Brześć nad Bugiem oraz wziął udział w kontruderzeniu znad Wieprza. 4 czerwca uczestniczył w walkach pod Białymstokiem i Grodnem. Ścigając wojska bolszewickie, dotarł w październiku aż do Oszmiany. Po zawieszeniu broni udał się na kurs informacyjny do Warszawy, a następnie wrócił do Nowego Sącza, do swojego pułku, którego dowódcą pozostał do końca sierpnia 1921.
Od października 1921 pełnił funkcję dowódcy piechoty dywizyjnej w 2 Dywizji Górskiej, a następnie – 1 Dywizji Górskiej. 9 kwietnia 1922 został mianowany dowódcą 23 Dywizji Piechoty w Katowicach. 3 maja 1922 roku został zweryfikowany w stopniu generała brygady ze starszeństwem z dniem 1 czerwca 1919 roku i 45. lokatą w korpusie generałów. W czerwcu na czele dywizji zajął tereny Górnego Śląska, przyznane Polsce po plebiscycie. 12 kwietnia 1926 roku został zwolniony z zajmowanego stanowiska i pozostawiony w dyspozycji dowódcy Okręgu Korpusu Nr V do czasu przeniesienia w stan spoczynku. 31 marca 1926 roku Prezydent RP nadał mu stopień generała dywizji (wyłącznie z prawem do tytułu) z dniem 31 maja 1926 roku– datą przeniesienia w stan spoczynku. Po zakończeniu służby wojskowej pozostał mieszkańcem Katowic.
We wrześniu 1939, uciekając przed Niemcami, dotarł do Lwowa, który niebawem zajęły wojska sowieckie. Pod koniec czerwca 1940 został wywieziony wraz z żoną, synową i wnukiem do ZSRR na Syberię. Zmarł 12 grudnia 1942 w Tobolsku, w trakcie drogi z zesłania do tworzącej się Armii Polskiej gen. Andersa. Tam też został pochowany.

## Upamiętnienie
Nazwisko Kazimierza Horoszkiewicza zostało wymienione na tablicy pamiątkowej, umieszczonej w kościele św. Kazimierza w Nowym Sączu w 1988, honorującej dowódców 1 pułku Strzelców Podhalańskich.

## Ordery i odznaczenia
- Krzyż Srebrny Orderu Wojskowego Virtuti Militari (17 maja 1921)[19]
- Krzyż Walecznych (dwukrotnie)
- Medal Pamiątkowy za Wojnę 1918–1921
- Odznaka za Rany i Kontuzje
- Krzyż Oficerski Orderu Legii Honorowej (Francja)
- Order Korony Żelaznej III klasy z dekoracją wojenną i mieczami (Austro-Węgry)[6]
- Krzyż Zasługi Wojskowej III klasy z dekoracją wojenną (Austro-Węgry, 1916)[20]
- Srebrny Medal Zasługi Wojskowej z mieczami na wstążce Krzyża Zasługi Wojskowej (Austro-Węgry, dwukrotnie)
- Brązowy Medal Zasługi Wojskowej z mieczami na wstążce Krzyża Zasługi Wojskowej (Austro-Węgry)
- Brązowy Medal Jubileuszowy Pamiątkowy dla Sił Zbrojnych i Żandarmerii (Austro-Węgry)
- Krzyż Jubileuszowy Wojskowy (Austro-Węgry)
- Krzyż Pamiątkowy Mobilizacji 1912–1913 (Austro-Węgry)
- Odznaka za Służbę Wojskową (Austro-Węgry)
- Krzyż Żelazny (Prusy)[4]